# Fabienne Suter
Pour les articles homonymes, voir Suter.
Fabienne Suter, née le 5 janvier 1985 à Sattel (Suisse), est une skieuse alpine suisse spécialiste des épreuves de vitesse (descente et super G). Elle compte vingt podiums dont quatre victoires en Coupe du monde.

## Biographie
Fabienne Suter naît le 5 janvier 1985 à Sattel, dans le canton de Schwytz. Elle participe à des courses FIS dès décembre 2000 puis à des courses de Coupe d'Europe dès janvier 2002. Elle est première en slalom géant et troisième en super G lors des championnats de Suisse juniors en janvier 2002. Son meilleur résultat lors des championnats du monde juniors 2002 est une 8e place dans le combiné. Lors de la saison suivante, elle remporte trois slaloms géants en Coupe d'Europe. Elle fait également ses débuts en Coupe du monde le 12 décembre 2002, lors du slalom géant de Val-d'Isère (France). Suter marque ses premiers points en Coupe du monde le 4 janvier 2003, avec une 25e place lors du slalom géant de Bormio (Italie). En fin de saison, elle est notamment sixième de la descente des championnats du monde juniors 2003 puis troisième en super G et deuxième en slalom géant lors des championnats de Suisse. Elle se fracture le tibia lors d'un camp d'entraînement en Argentine puis ne dispute aucune course pendant toute la saison 2003-2004.
Après plusieurs autres blessures, elle fait son retour en Coupe du monde pendant la saison 2006-2007. Son meilleur résultat de la saison de Coupe du monde est une 20e place au super G de San Sicario (Italie). Elle est onzième du super G, treizième de la descente ainsi que troisième de la Coupe des nations avec l'équipe de Suisse lors des championnats du monde 2007 à Are (Suède) puis deuxième du super G et troisième du slalom géant lors des championnats suisses. Le 2 décembre 2007, elle entre pour la première fois dans le top 10 en Coupe du monde avec une dixième place lors du super G de Lake Louise. Le 10 février 2008, elle monte pour la première fois sur le podium en Coupe du monde en remportant le super G de Sestrières (Italie), ex æquo avec Andrea Fischbacher. Après avoir obtenu le titre de championne suisse junior du combiné, elle gagne le super G des finales de la Coupe du monde à Bormio (Italie). Après ces deux victoires, elle termine au troisième rang du classement du super G pour la saison 2007-2008.
Pendant la saison 2008-2009, Suter monte sept fois sur le podium en Coupe du monde : quatre fois en super G, deux fois en descente et une fois en super combiné. Elle est  troisième du classement du super G et septième du classement général à la fin de la saison. Le 27 février 2009, elle remporte sa première descente à Bansko en Bulgarie. Elle est onzième du super G, huitième du super combiné et dix-septième de la descente lors des championnats du monde 2009 à Val-d'Isère. Elle est également première du super G et troisième du slalom géant lors des championnats de Suisse. En septembre 2009, elle chute lors d'un entraînement et souffre d'une commotion cérébrale. Elle peut quand même commencer la saison en octobre. Pendant la 2009-2010 de Coupe du monde, elle monte deux fois sur le podium (une fois en super G et une fois en descente) et termine neuf fois dans le top 10. Elle est à nouveau septième du classement général à la fin de la saison. Aux Jeux olympiques d'hiver de 2010, organisés à Vancouver, elle obtient trois diplômes avec une cinquième place en descente, une sixième place en super combiné et une quatrième place en slalom géant. Elle est également treizième du super G.
Suter a moins de succès pendant la saison de Coupe du monde 2010-2011 : elle est huit fois dans le top 10 mais elle ne monte pas sur le podium. Aux championnats du monde 2011 à Garmisch-Partenkirchen (Allemagne), elle est huitième du super G et treizième de la descente. Lors de la saison 2011-2012, elle monte trois fois sur le podium en Coupe du monde. Elle gagne pour la première fois depuis trois ans lors du super G de Bad Kleinkirchheim (Autriche). Le 27 janvier 2012, elle tombe dans le super combiné de Saint-Moritz (Suisse) et souffre d'une déchirure du ligament croisé antérieur au genou droit. Elle doit arrêter la saison. Pendant la Coupe du monde 2012-2013, elle est notamment troisième du super G de Sankt Anton (Autriche). Elle prend la cinquième place du super G des championnats du monde 2013 à Schladming (Autriche). Son meilleur résultat de la Coupe du monde 2013-2014 est une quatrième place à la descente de Beaver Creek (États-Unis). Aux Jeux olympiques d'hiver de 2014, à Sotchi en Russie, elle est cinquième de la descente, septième du super G et vingt-sixième du slalom géant. Elle obtient son 16e podium de coupe du monde, le 5 décembre 2015, en décrochant la deuxième place de la descente de Lake Louise.
Après la fin de la saison 2016-2017, elle annonce qu’elle met un terme à sa carrière.

## Palmarès

### Jeux olympiques
| Édition / Épreuve | Descente | Super G | Slalom géant | Combiné |
| ----------------- | -------- | ------- | ------------ | ------- |
| JO 2010 Vancouver | 5e       | 13e     | 4e           | 6e      |
| JO 2014 Sotchi    | 5e       | 7e      | 26e          | -       |

### Championnats du monde
| Édition / Épreuve          | Descente | Super G | Slalom géant | Combiné | Par équipes |
| -------------------------- | -------- | ------- | ------------ | ------- | ----------- |
| Mondiaux 2003 Saint Moritz | -        | -       | Ab.          | -       | -           |
| Mondiaux 2007 Åre          | -        | 11e     | 13e          | -       | Bronze      |
| Mondiaux 2009 Val d'Isère  | 17e      | 11e     | -            | 8e      | -           |
| Mondiaux 2011 Garmisch     | 13e      | 8e      | Ab.          | Ab.     | -           |
| Mondiaux 2013 Schladming   | -        | 5e      | Ab.          | -       | -           |
| Mondiaux 2015 Beaver Creek | 9e       | 22e     | -            | -       | -           |
| Mondiaux 2017 Saint Moritz | 7e       | -       | -            | -       | -           |

### Coupe du monde
- Meilleur classement général : 7e en 2009 et 2010.
- 20 podiums dont 4 victoires.

| Saison/Classement | Général | Général | Descente | Descente | Super G | Super G | Slalom géant | Slalom géant | Combiné | Combiné |
| Saison/Classement | Class.  | Points  | Class.   | Points   | Class.  | Points  | Class.       | Points       | Class.  | Points  |
| ----------------- | ------- | ------- | -------- | -------- | ------- | ------- | ------------ | ------------ | ------- | ------- |
| 2002-2003         | 110e    | 6       | -        | -        | -       | -       | 48e          | 6            | -       | -       |
| 2006-2007         | 95e     | 40      | -        | -        | 36e     | 31      | 46e          | 9            | -       | -       |
| 2007-2008         | 21e     | 357     | 35e      | 36       | 3e      | 305     | 35e          | 16           | -       | -       |
| 2008-2009         | 7e      | 797     | 8e       | 194      | 3e      | 408     | 20e          | 87           | 6e      | 108     |
| 2009-2010         | 7e      | 568     | 7e       | 200      | 4e      | 266     | 27e          | 42           | 6e      | 60      |
| 2010-2011         | 18e     | 384     | 15e      | 143      | 12e     | 120     | 31e          | 40           | 13e     | 51      |
| 2011-2012         | 18e     | 389     | 16e      | 132      | 5e      | 226     | 36e          | 31           | -       | -       |
| 2012-2013         | 28e     | 269     | 25e      | 64       | 7e      | 195     | 44e          | 10           | -       | -       |
| 2013-2014         | 30e     | 230     | 14e      | 161      | 23e     | 52      | 47e          | 8            | -       | -       |
| 2014-2015         | 25e     | 297     | 9e       | 212      | 20e     | 85      | -            | -            | -       | -       |
| 2015-2016         | 10e     | 648     | 2e       | 463      | 11e     | 185     | -            | -            | -       | -       |
| 2016-2017         | 69e     | 89      | 26e      | 69       | 40e     | 20      | -            | -            | -       | -       |

| Saison | Descente           | Super G           | Total |
| ------ | ------------------ | ----------------- | ----- |
| 2008   |                    | Sestrières Bormio | 2     |
| 2009   |                    | Bansko            | 1     |
| 2012   | Bad Kleinkirchheim |                   | 1     |
| Total  | 1                  | 3                 | 4     |

### Championnats du monde juniors
| Édition / Épreuve    | Descente | Super G | Slalom géant | Slalom | Combiné |
| -------------------- | -------- | ------- | ------------ | ------ | ------- |
| Mondiaux 2002 Italie | 19e      | 13e     | 16e          | 37e    | 8e      |
| Mondiaux 2003 France | 6e       | Ab.     | Ab.          | 19e    | -       |

### Coupe d'Europe
- 2e du classement général en 2003.
- 6 podiums, dont 4 victoires.

### Championnats de Suisse
- Championne de Suisse de slalom géant en 2003 à Verbier.
- Championne de Suisse de super G en 2013 à Saint-Moritz.
- Championne de Suisse de descente en 2016 à Veysonnaz.